# Economia de São Cristóvão e Neves
A economia de São Cristóvão e Neves é fortemente dependente do turismo, que substituiu o açúcar como principal atividade após a década de 1970. Após uma seca em 2005, o governo fechou diversas usinas, após décadas de perdas de 3 a 4% do PIB por ano. Para compensar as perdas, o governo iniciou um programa de diversificação da agricultura e para estimular outros setores, como o turismo, as manufaturas voltadas para exportação, e o sistema bancário offshore. O crescimento econômico do país foi superior à média da América Latina entre 2004 e 2006, porém desde este ano vem decrescendo.
- PIB (2000): US$ 317,7 milhões
- Crescimento do PIB (2000): 3,8%
- Inflação (2000): 1,8%
- Desemprego (1997): 4,5%
- Exportações (2000): US$ 53,2 milhões
- Importações (2000): US$ 151,5 milhões
- Composição setorial do Produto Interno Bruto: agricultura (3,5%), indústria (25,8%), serviços (70,7%). (Dados de 2001)
- Pauta de exportação: açúcar e melaço, maquinaria elétrica.
- Pauta de importação: manufaturas, maquinaria e equipamento de transporte, alimentos, petróleo e derivados.
- Principais parceiros comerciais: EUA, Reino Unido, Trinidad e Tobago.
- Exportações brasileiras (2000): US$ 89.690,00
- Importações brasileiras em (2000): US$ 3.261,00

Em junho de [2000], a OCDE incluiu o país entre os paraísos fiscais, por atrair investimentos sigilosos, concedendo isenção de impostos, para facilitar a lavagem de dinheiro.